# Z Przemyśla do Przeszowy
Z Przemyśla do Przeszowy. Komedia w dwóch aktach – dwuaktowa komedia Aleksandra Fredry.
Dokładna data napisania utworu jest trudna do ustalenia – mógł on powstać między 1861 a 1867, aczkolwiek zdaniem Stanisława Pigonia bardziej prawdopodobna jest ta druga data. Zachował się jeden autograf całego utworu oraz fragmenty innego brulionu z aktem II. Po śmierci Fredry komitet zajmujący się jego spuścizną zaliczył utwór do najsłabszych, odkładając decyzję o jego wystawieniu i druku. Prapremiera sztuki odbyła się 20 lutego 1897 w Krakowie. Drukiem po raz pierwszy sztuka ukazała się w 1897 w „Bibliotece Warszawskiej” (t. I, s. 62–93). W wersji książkowej zaś wyszła w 1898 w tomie III Komedii Aleksandra Fredry (s. 381–412), opracowanym przez Piotra Chmielowskiego. Od połowy XX w. sztuka miała przynajmniej trzy inscenizacje, w tym dwukrotnie jako słuchowiska w Teatrze Polskiego Radia – w 1977 (reż. Henryk Rozen) i 2005 (reż. Andrzej Łapicki).

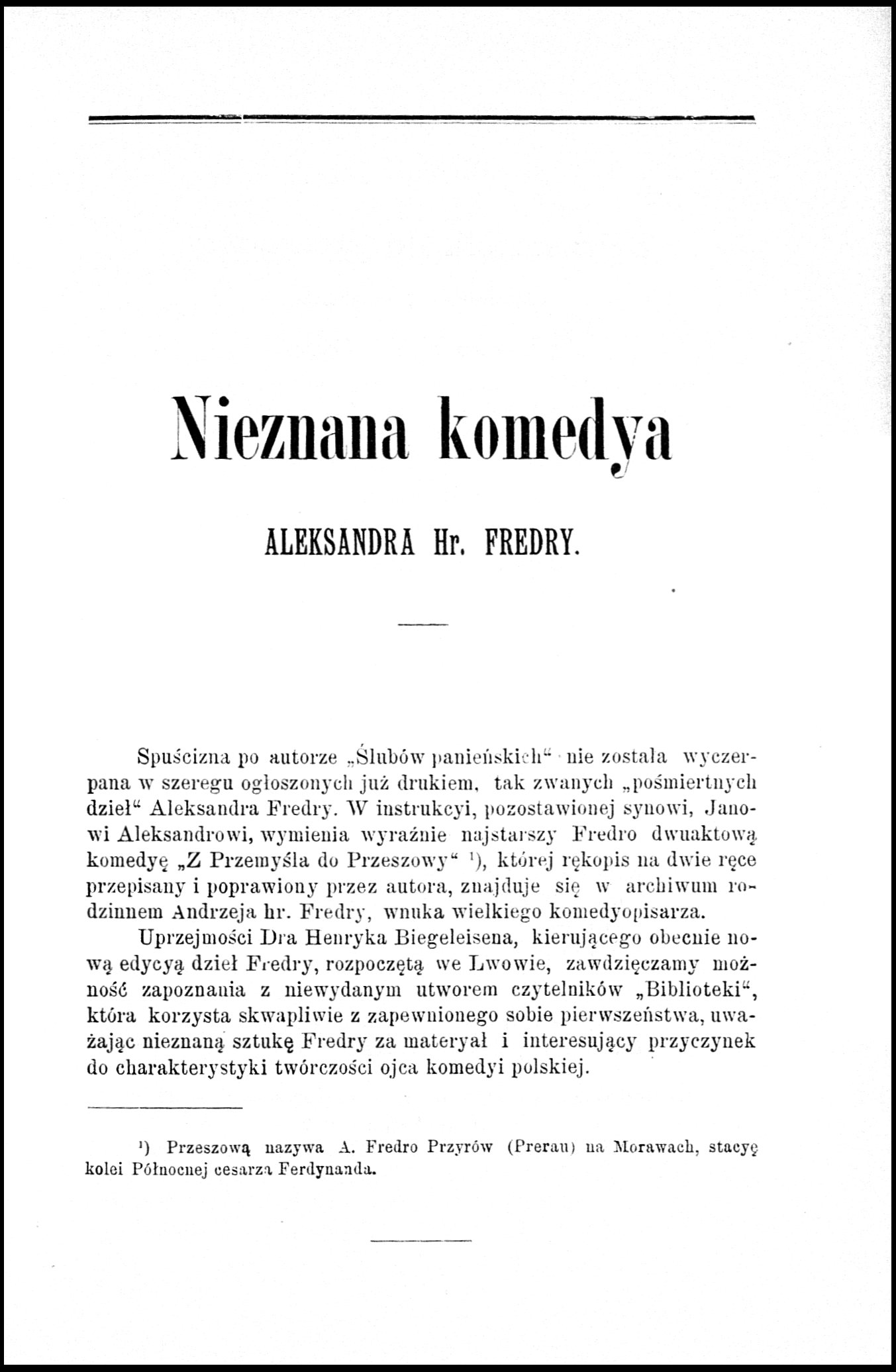
Publikacja w „Bibliotece Warszawskiej”, 1897
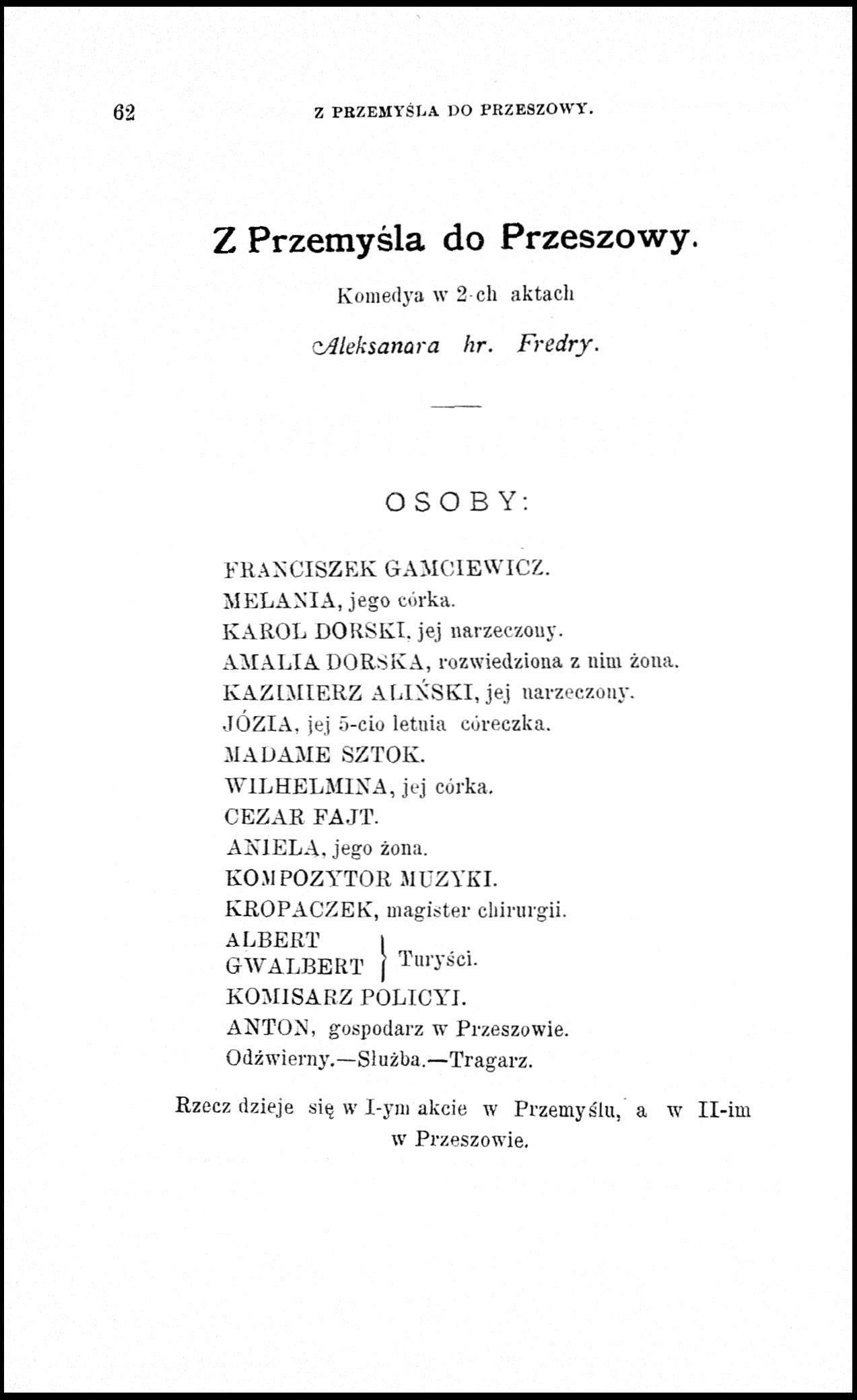
Publikacja w „Bibliotece Warszawskiej”, 1897